# Ceutí
Ceutí è un comune spagnolo di 10 174 abitanti situato nella comunità autonoma di Murcia.